# National Board of Review of Motion Pictures
De National Board of Review of Motion Pictures (NBR) is een Amerikaanse filmorganisatie, opgericht in 1909 in New York. De organisatie werd aanvankelijk opgericht als protest tegen het besluit van burgemeester George B. McClellan, Jr. om het vertonen van films op kerstavond te verbieden. Volgens McClellan degradeerde dit nieuwe medium de moraliteit van de gemeenschap. Enkele oprichters van de organisatie waren theatereigenaren geleid door Marcus Loew, filmdistributeurs (Edison, Biograph, Pathé en Gaumont) en John Collier van The People's Institute. De organisatie droeg bij oprichting de naam New York Board of Motion Picture Censorship, maar dit werd al snel veranderd naar National Board of Review of Motion Pictures.
Om te voorkomen dat films door de overheid gecensureerd zouden worden, besloot de National Board films vooraf te bekijken. Van 1916 tot 1950 werden duizenden films door de NBR beoordeeld, en voorzien van het label "Passed by the National Board of Review". Regisseurs verwijderden geregeld op aandringen van de National Board stukken uit hun film die volgens de critici niet door de beugel konden.
In 1929 was de NBR de eerste groep die de tien beste Engelstalige films van het jaar koos, en de beste buitenlandse films. Ook was de NBR de eerste organisatie van filmcritici die filmprijzen instelde. Deze NBR Awards werden in 1929 ingevoerd, en sindsdien jaarlijks uitgereikt.

## Categorieën
De NBR Awards worden uitgereikt in de volgende categorieën:
- Career Achievement
- Bvlgari Award for NBR Freedom of Expression
- William K. Everson Film History Award
- Beste acteur
- Beste actrice
- Beste mannelijke bijrol
- Beste vrouwelijke bijrol
- Beste animatiefilm
- Beste regisseur
- Beste regiedebuut
- Beste film en top tien-films
- Beste documentaire en top vijf-documentaires
- Beste buitenlandstalige film en top vijf-buitenlandstalige films.
- Beste bewerkte scenario
- Beste originele scenario
- Breakthrough Performance Actor
- Breakthrough Performance Actress
- Beste acteerprestatie door een ensemble
- Billy Wilder for Excellence in Direction
- Special Filmmaking Achievement
- Career Achievements in Production: Cinematography, Music, FX
- Special Achievement in Producing